# Kaori Yuki
由貴・香織里
Œuvres principales
Première œuvre : La Tenue d'été d'Elie
Autres ouvrages :
- Angel Sanctuary
- Boy's Next Door
- Camelot Garden
- Comte Cain
- Devil's Lost Soul
- Fairy Cube
- God Child
- Gravel Kingdom
- Kaïné
- Alice in Murderland
- La Belle et la Bête du Paradis Perdu
- Le Parfum
- Les Contes Cruels
- Ludwig Revolution
- Ludwig Fantaisy
- Néji
- The Royal Doll Orchestra
- Vampire Host

Kaori Yuki (由貴 香織里, Yuki Kaori) est une mangaka née un 18 décembre à Tokyo. Elle utilise un nom de plume dont le nom de famille est repris du prénom de l'actrice Yuki Saitō.

## Biographie
Elle souhaite devenir mangaka dès sa plus jeune enfance. Elle intègre une école d'art puis la quitte en 1986. Cette même année, elle participe à un concours organisé par le magazine Hana to Yume où elle termine demi-finaliste avec sa nouvelle Love Hunt. Elle commence alors sa carrière de mangaka dans Hana to Yume et publie dès 1987 plusieurs nouvelles comme La Tenue d'été d'Elie (夏服のエリー, Natsufuku no Erii). À partir de 1992, elle commence ses premières sagas comme Comte Cain et Angel Sanctuary et devient alors une référence dans le genre dark shōjo.
Ses séries ont été prépubliées jusqu'en juin 2010 dans le magazine Hana to Yume et ses dérivés, Bessatsu Hana to Yume (Betsuhana) et Hana to Yume Plus, mis à part le premier chapitre de Ludwig Revolution qui avait été publié dans Melody, un autre magazine shôjo de Hakusensha. Puis elle change d'éditeur pour aller chez Kōdansha où elle est publiée dans le magazine shôjo Aria du tout premier numéro en juillet 2010 jusqu'à sa clôture en avril 2018. Pour terminer Alice in Murderland alors en cours, elle est brièvement publiée dans le mensuel Shōnen Magazine Edge. Depuis 2019, elle publie de manière dématérialisée sur l'application Palcy de Kōdansha et Pixiv. Elle reste en collaboration avec Hakusensha pour ses anciens titres en écrivant notamment 3 chapitres de sa série Ludwig Revolution en 2013 dans le magazine Betsuhana et en réalisant une dédicace de Sétsuna d'Angel Sanctuary en 2014 pour les 40 ans de l'éditeur dans Hana to Yume no 11.
Elle se distingue par la qualité de ses dessins et par ses scénarios aux ambiances sombres qui explorent des thèmes sensibles comme l'inceste ou la religion. Elle s'inspire aussi du monde de la musique japonaise dont notamment le visual kei. Dans les multiples interviews données en France lors de sa venue en mars 2014 pour le Salon du livre de Paris, elle explique qu'elle vit pleinement dans son temps et que beaucoup des inspirations qu'elle peut avoir reflètent surtout ce qui est à la mode au moment où elle écrit chaque histoire. Et de prendre l'exemple d'Angel Sanctuary, où elle utilise les prédictions de fin du monde de Nostradamus, populaires dans les années 1990 et renforcées par l'éclipse solaire du 11 août 1999.
Ses œuvres sont éditées au Japon par Hakusensha jusqu'en 2010 puis Kōdansha. En France, Tonkam (puis Delcourt en 2014 à la suite de leur fusion) a repris le catalogue de Hakusensha tandis que Pika Édition publie les séries parues chez Kōdansha (Devil's Lost Soul et Alice in Murderland) en raison de relations meilleures avec cet éditeur.
En juin 2010, elle ouvre un compte Twitter où elle poste des informations sur sa vie, ses séries et des illustrations.

### Vie privée
Son année de naissance est inconnue mais Kaori Yuki semble être née dans les années 1960.

## Œuvres

### Mangas
- 1992-2004 : Comte Cain (伯爵カインシリーズ, Hakushaku Kain shiriizu?)
  - 1992 : La Juliette oubliée (忘れられたジュリエット, Wasurerareta Jyurietto?)
  - 1993 : L'Éclosion (少年の孵化する音, Shōnen no fukasuru oto?)
  - 1994 : Kafka (カフカ -Kafka-, Kafuka?)
  - 1994 : La Marque du bélier rouge (赤い羊の刻印, Akai hitsuji no kokuin?)
  - 2001-2004 : God Child (ゴッドチャイルド, Goddo chairudo?)
- 1993 : Les Contes Cruels (残酷な童話たち, Zankokuna dōwatachi?)
- 1993 : Gravel Kingdom (砂礫王国, Sareki ōkoku?, Le royaume du sable)
- 1995-2001 : Angel Sanctuary (天使禁猟区, Tenshi kinryōku?)
- 1996 : Kaine (戒音―die(黒)とlive(白)の脳内麻薬物質(エンドルフイン), Kaine―die(kuro) to live(shiro) no nō uchi mayaku busshitsu(endorufin)?)
- 1998 : Boy's Next Door (少年残像, Shōnen Zanzō?)
- 2001 : Néji (螺子?)
- 2002-2003 : Angel Sanctuary - bunko (天使禁猟区－文庫?)
- 2004 : L'Éclosion - kanzenban (少年の孵化する音－完全版, Shōnen no fukasuru oto - kanzenban?)
- 2004 : Blood Hound (Vampire Host) - Deluxe (夜型愛人専門店－ブラッドハウンド－ＤＸ, Yorugata aijin senmonten－buraddo haundo－DX?)
- 2004-2007 : Ludwig Revolution (ルードヴィッヒ革命, Ludwig kakumei?)
- 2005 : La Marque du bélier rouge - kanzenban (赤い羊の刻印－完全版, Akai hitsuji no kokuin - kanzenban?)
- 2005-2006 : Fairy Cube (妖精標本 フェアリーキューブ, Yōsei hyōhon – feari kyuubu?)
- 2006 : Le Parfum (０の奏香師, Zero no sōkōshi?)
- 2008 : Camelot Garden (キャメロットガーデン, Kyamerotto gaaden?) : long one-shot inclus dans le tome 5 de The Royal Doll Orchestra
- 2008-2010 : The Royal Doll Orchestra (人形（ギニョール）宮廷楽団, Ningyō(guignol) kyūtei gakudan?, Orchestre royal de guignols)
- 2009 : Gravel Kingdom - bunko (砂礫王国－文庫?)
- 2009 : Kaine - bunko (戒音―dieとliveの脳内麻薬物質－文庫?)
- 2009 : Boy's Next Door - bunko (少年残像 -Boy's Next Door- 文庫?)
- 2009-2010 : Comte Cain - bunko (伯爵カイン－文庫?)
- 2010 : Blood Hound (Vampire Host) - kanzenban (夜型愛人専門店－ブラッドハウンド－完全版, Yorugata aijin senmonten－buraddo haundo－kanzenban?)
- 2010-2013: Devil's Lost Soul (異域之鬼, Iiki no ki?)
- 2012-2013 : Ludwig Fantasy (ルードヴィッヒ幻想曲, Ludwig gensōkyoku?) : one-shot marquant la suite de Ludwig Revolution
- 2015 : The God of Never Never[6] (ネオ寄生獣f - ないないの神様, Neo kiseijū f - Nainai no kamisama?) : chapitre unique de 32 pages inclus dans un recueil de one-shots shôjo écrits en hommage au manga Parasite de Hitoshi Iwaaki
- 2014-2018 : Alice in Murderland (架刑のアリス, Kakei no Alice?)
- 2019-2021 : La Belle et la Bête du Paradis Perdu[7] (落園の美女と野獣, Rakuen no bijo to yajū?) :
- 2022-... : Angel Sanctuary - Tokyo Chronos (天使禁猟区, Suite d'Angel Sanctuary?)

### Dōjinshi
- 1989 : Toy Soldiers sur le manga Akira
- 1990 : Saishū Gensō (最終幻想?) sur le jeu vidéo Final Fantasy
- 1991 : AQUA sur le jeu vidéo Dragon Quest
- 1991 : Nemureru Ryû no Kodomotachi (眠れる竜の子供達?) sur le jeu vidéo Dragon Quest
- 1992 : Red Wings
- 1995 : Antique Garden (骨董庭園, Kottō teien?)
- 1995 : Die
- 2016-2019 : 8 dôjinshis en rapport avec l'anime Osomatsu-san

Elle fait également une apparition dans plusieurs autres fanzines mais uniquement en tant qu'invitée ou participante d'un projet commun. Elle signait ses œuvres amateur LUCA au moins jusqu'en 1995, a utilisé son nom de plume Kaori Yuki au moins entre 1999 et 2002, et signe sous le pseudonyme Lapis (ラピス, rapisu) depuis 2016.

### Artbooks
- 1997 : Angel Cage (由貴香織里画集　天使禁猟区　ＡＮＧＥＬ ＣＡＧＥ?)
- 2000 : Lost Angel (由貴香織里画集　天使禁猟区　II　失墜天使, Yuki Kaori gashū - tenshi kinryōku II - shittsui tenshi?)

### Postcard books
- 1995 : Card Gallery (白泉社 カードギャラリー 由貴香織里 天使禁猟区 ＆ 伯爵カインシリーズ?)
- 1999 : Angelic Voice (天使禁猟区 ANGELIC VOICE ポストカードブック?)

### Divers
- 2001 : character design du jeu vidéo meine Liebe (マイネリーベ?)
- 2013 : illustration de couverture de Shugo Tenshi Uranai Zukan (守護天使占い図鑑?), livre de 162 pages sur les anges gardiens